# Яркополенська сільська рада (Кіровський район)
Яркопо́ленська сільська́ ра́да — адміністративно-територіальна одиниця та орган місцевого самоврядування в Кіровському районі Автономної Республіки Крим. Адміністративний центр — село Ярке Поле.

## Загальні відомості
- Населення ради: 6 569 осіб (станом на 2001 рік)

## Населені пункти
Сільській раді підпорядковані населені пункти:
- с. Ярке Поле
- с. Красносільське
- с. Новофедорівка
- с. Оріхівка
- с. Софіївка
- с. Трудолюбівка

## Склад ради
Рада складається з 32 депутатів та голови.
- Голова ради: Кадиров Осман Рефатович

### Керівний склад попередніх скликань
| Прізвище, ім'я, по батькові | Основні відомості                                                 | Дата обрання | Дата звільнення |
| --------------------------- | ----------------------------------------------------------------- | ------------ | --------------- |
| Кадиров Осман Рефатович     | Сільський голова, 1963 року народження, освіта вища, безпартійний | 26.03.2006   | 31.10.2010      |
| Кадиров Осман Рефатович     | Сільський голова, 1963 року народження, освіта вища, безпартійний | 31.10.2010   |                 |

Примітка: таблиця складена за даними сайту Верховної Ради України

### Депутати
За результатами місцевих виборів 2010 року депутатами ради стали:

#### За суб'єктами висування
| Суб'єкт висування           | Кількість обраних депутатів | %    |
| --------------------------- | --------------------------- | ---- |
| Самовисування               | 19                          | 59,4 |
| Партія регіонів             | 9                           | 28,1 |
| Комуністична партія України | 4                           | 12,5 |

#### За округами
| № округу                    | Прізвище, ім'я, по батькові      | Дата визнання обраним | Освіта             | Партійна приналежність | Відомості про обраного депутата                                                     |
| --------------------------- | -------------------------------- | --------------------- | ------------------ | ---------------------- | ----------------------------------------------------------------------------------- |
| Комуністична партія України |                                  |                       |                    |                        |                                                                                     |
| 1                           | Васильєва Надія Іванівна         | 03.11.2010            | вища               | позапартійна           | Яркополенська загальноосвітня школа, вчитель                                        |
| 2                           | Гушневська Галина Володимирівна  | 03.11.2010            | вища               | позапартійна           | Яркополенська загальноосвітня школа, вчитель                                        |
| 3                           | Жданов Геннадій Миколайович      | 03.11.2010            | середня            | позапартійний          | Кіровське міжрегіональне управління водного господарства, машиніст насосної станції |
| 13                          | Алексєєва Ольга Олександрівна    | 03.11.2010            | вища               | позапартійна           | Яркополенська загальноосвітня школа, вчитель                                        |
| Партія регіонів             |                                  |                       |                    |                        |                                                                                     |
| 9                           | Щукін Василь Євгенійович         | 03.11.2010            | вища               | позапартійний          | приватний підприємець                                                               |
| 10                          | Білінчук Максим Володимирович    | 03.11.2010            | вища               | позапартійний          | приватний підприємець                                                               |
| 12                          | Сад Сергій Миколайович           | 03.11.2010            | середня            | позапартійний          | Кіровське КРУ, водій                                                                |
| 14                          | Філатов Сергій Миколайович       | 03.11.2010            | середня            | член Партії регіонів   | ПУ ЖКХ, начальник                                                                   |
| 18                          | Петренко Віталій Сергійович      | 03.11.2010            | середня            | позапартійний          | пенсіонер                                                                           |
| 21                          | Давидов Володимир Дмитрович      | 03.11.2010            | вища               | позапартійний          | приватний підприємець                                                               |
| 22                          | Акіньшин Вячеслав Володимирович  | 03.11.2010            | вища               | член Партії регіонів   | ЦТУ № 12 КФ ВАТ Укртелеком, електромонтер                                           |
| 25                          | Лагута Ігор Іванович             | 03.11.2010            | середня            | член Партії регіонів   | Кіровське ПО, працівник ринку                                                       |
| 29                          | Акінфієва Світлана Іванівна      | 03.11.2010            | середня            | член Партії регіонів   | Кіровська ЦРЛ, медпрацівник                                                         |
| Самовисування               |                                  |                       |                    |                        |                                                                                     |
| 4                           | Османов Єдем Керімович           | 16.01.2011            | середня спеціальна | позапартійний          | тимчасово не працює                                                                 |
| 5                           | Чауш Енвер                       | 03.11.2010            | середня            | позапартійний          | Кіровське ПМК-57, автокрановщик                                                     |
| 6                           | Кадиров Арсен Османович          | 03.11.2010            | вища               | позапартійний          | Кіровська РДА, УПТ СЗ ГРА                                                           |
| 7                           | Гергель Лілія Вільгельмівна      | 03.11.2010            | середня            | позапартійна           | агроцех № 66 ДП «Ілліч-Агро Крим», секретар                                         |
| 8                           | Курдеде Рамазан Алієвич          | 03.11.2010            | середня            | позапартійний          | приватний підприємець                                                               |
| 11                          | Куртаметов Ділявер Гафарович     | 03.11.2010            | середня            | позапартійний          | пенсіонер                                                                           |
| 15                          | Халілова Зарема Талятівна        | 03.11.2010            | вища               | позапартійна           | Кіровська РДА, інспектор                                                            |
| 16                          | Сейтумеров Рустем Ахметович      | 03.11.2010            | середня            | позапартійний          | приватний підприємець                                                               |
| 17                          | Глушко Юрій Олександрович        | 03.11.2010            | середня            | позапартійний          | Кіровська РВ ГУМНС, начальник караула                                               |
| 19                          | Яг'я Марина Рефатівна            | 03.11.2010            | вища               | позапартійна           | Кіровський Рай СТ, інженер                                                          |
| 20                          | Джемаледінов Арсен Шевкетович    | 03.11.2010            | середня            | позапартійний          | приватний підприємець                                                               |
| 23                          | Олійник Володимир Григорович     | 03.11.2010            | вища               | позапартійний          | пенсіонер                                                                           |
| 24                          | Стрельбицький Андрій Олексійович | 03.11.2010            | вища               | позапартійний          | Кіровський пенсійний фонд України                                                   |
| 26                          | Слабоспицька Наталя Василівна    | 03.11.2010            | вища               | позапартійна           | Кіровська РДА, сектор контролю                                                      |
| 27                          | Гаджен Джелял Ахметович          | 03.11.2010            | середня            | позапартійний          | приватний підприємець                                                               |
| 28                          | Алілова Нажия Серверівна         | 03.11.2010            | середня            | позапартійна           | пенсіонер                                                                           |
| 30                          | Абдішев Есвет Енверович          | 03.11.2010            | середня            | позапартійний          | тимчасово не працює                                                                 |
| 31                          | Тен Ельвіра Енверівна            | 03.11.2010            | середня            | позапартійна           | тимчасово не працює                                                                 |
| 32                          | Куртмємєтов Сєрвєр Смаілович     | 03.11.2010            | середня            | позапартійний          | тимчасово не працює                                                                 |